# 小林斗盦
小林 斗盦（こばやし とあん、1916年2月23日 - 2007年8月13日）は、日本の書道家、篆刻家である。埼玉県生まれ。本名は庸浩（こうよう）、号は斗盦（斗庵）。全日本篆刻連盟会長。篆刻家初の文化勲章受章者。勲三等瑞宝章。
篆刻家・河井荃廬、書家・西川寧に師事。

## 生涯
1916年2月13日、埼玉県川越市の父・勝治（香坡）、母・壽以の長男として生まれる。小林家は祖父の代から印章業を営んでおり、斗盦も10歳の頃に篆刻を教わった。香童と号し、浄碧居派の篆刻を学んだ。1928年、埼玉県立川越中学校に入学。1931年、中学2年生の夏に横浜を訪れ比田井天来に会い、たびたびの訪問ののち天来の指示で号を浩堂に改める。1932年4月、第89回日本美術協会展に「通人大観兮」白文、「水能性淡為吾友竹解心虚是我師」朱文を出品し初入選する。同年11月には泰東書道院第3回展少年部に「九成宮醴泉銘」臨書を出品し銀賞を受賞した。1933年に中学校卒業後、父の友人であった小澤小舟の紹介で石井雙石に入門する。1938年、大日本書道院第2回展に「祭姪文稿」臨書を出品し特選銀賞受賞。翌年東方書道院第8回展第4部（篆刻）に朱文印「妄言対詩書適意親魚鳥」を出品し褒状主席受賞。同年8月の大日本書道院第3回展でも特選銅賞を受賞した。1940年の興亜書道連盟第2回展と東方書道会展第9回展第4部（篆刻）でもそれぞれ特選首席と特選を受賞する。1941年、東方書道会第10回展第4部（篆刻）で特選を受賞。この年に新井琢斎に連れられ河井荃廬を訪問し、荃廬門下となる。1942年の東方書道会展第11回展第4部（篆刻）で特選受賞。1945年、荃廬の指示により字を中卿、号を斗盦に改める。この年、東京新橋で開かれた陳曼生書画展観の会場で西川寧と会う。またこの年3月10日の東京大空襲で荃廬が死去し、西川寧に師事する。1947年、中国代表団として来日していた銭痩鉄から中国式の篆刻技法と絵画を学ぶ。この頃に集中して絵を描くが西川寧の指摘もあり篆刻に専念する。1948年に日展に初参加し、1950年に「耕鑿誰知帝力尚羊人在羲皇」白文で特選受賞する。1952年、『書品』第28・29号に「両漢・新莽印について」という論文を発表し、金印「漢委奴国王」印の偽物説を否定し、後に国宝再指定となるきっかけとなった。1953年には太田夢庵に師事し、中国古印学の本格的な研究に入る。1959年、第2回新日展に「鉤有須」白文を出品し特選と苞竹賞を受賞する。1960年、生井子華らと無名印社を結成し、後進の育成に取り組むようになる。1962年、第5回日展審査委員に就任し、以後10回断続的に審査員を務め、1966年には評議員となる。その後も意欲的に日展や新日展に作品を出品し続け、1976年に第8回改組日展に出品した「大象無形」朱文で文部大臣賞受賞。1981年には『中国篆刻叢刊』全40巻（～1984年）の編集をおこなう。1984年、第15回改組日展に出品した「柔遠能邇」白文で第40回日本芸術院賞・恩賜賞受賞。同年に読売書法会総務に就任する。1989年、日展参事に就任。1990年、勲三等瑞宝章受章。1991年、日展理事に就任し、1993年には常任理事となる。同年日本藝術院会員。1996年、日展顧問に就任。1998年に文化功労者、2004年に篆刻界から初めてとなる文化勲章を受章した。2007年8月13日、虚血性心疾患により千代田区永田町の自宅で死去。享年91歳。戒名は懐玉院釋斗盦。叙従三位。2004年に印譜のコレクションや資料を東京国立博物館に寄贈し、2016年に「生誕100年記念 小林斗盦 篆刻の軌跡」展が開かれた。

## 略歴
- 1916年（大正5年）、埼玉県に生まれる。
- 1931年（昭和6年）、比田井天来（書）、石井雙石（篆刻）に師事する。
- 1945年（昭和20年）、西川寧（書）に師事する。
- 1948年（昭和23年）、加藤常賢（文字学、漢籍）に師事にする。
- 1950年（昭和25年）、第6回日展「耕鑿誰知帝力尚羊人在羲皇」特選「絶學無憂」
- 1953年（昭和28年）、太田夢庵（中国古印学）に師事する。（第9回日展「尋常之溝無呑舟之魚游」）
- 1959年（昭和34年）、第2回新日展「鉤有須」特選・苞竹賞受賞。
- 1962年（昭和37年）、第5回新日展審査員（以後 多年にわたり歴任）（第5回新日展「哲人知幾」）
- 1966年（昭和41年）、(社)日展評議員（第9回新日展「馮高眺遠」）
- 1976年（昭和51年）、第8回改組日展「大象無形」にて文部大臣賞受賞。
- 1984年（昭和59年）、恩賜賞・日本藝術院賞受賞[22]。（第15回改組日展「柔遠能邇」に対して）
- 1985年（昭和60年）、(社)日展理事（第17回改組日展「善逸身者不殖」）
- 1990年（平成2年）、勲三等瑞宝章受章、（平成2年）、日本篆刻会会長（平成5年 全日本篆刻連盟に改組 同会長）、(社)日展参事（第22回改組日展「亭壽」）
- 1993年（平成5年）、日本藝術院会員となる、(社)日展常務理事（第25回改 組日展「心齊」）、謙慎書道会董事、全日本篆刻連会長、読売書法会常任総務、全日本篆刻連盟会長となる。
- 1994年（平成6年）、謙慎書道会常任顧問となる。第26回改組日展「淵 黙雷撃」
- 1996年（平成8年）、(社)日展顧問となる。
- 1998年（平成10年）、文化功労者に選出される。
- 2004年（平成16年）、文化勲章受章。
- 2007年（平成19年）、肺炎により死去。

## 著作
- 告西泠印社社員諸賢書
- 中國篆刻叢刊（二玄社、1981-84年）
- 中國璽印類編（二玄社、1996年）
- 書道技法講座33 清人篆書三種（二玄社、1987年）